# Свигер фон Гунделфинген
Свигер фон Гунделфинген (на немски: Swigger von Gundelfingen; † 9 май 1251) е рицар благородник от Гунделфинген на Дунав.

## Биография
Той е син на Свигер фон Гунделфинген († сл. 1231). Потомък е на Свигер фон Гунделфинген († сл. 1105).
Свигер е привърженик на крал Хайнрих IV. Той е изгонен от старата си родина Бавария след убийство на роднина и може чрез връзките си (с архиепископ Анно фон Кьолн?) и пари да си организира нова родина в долината на река Лаутер в Швабска Юра в Южен Баден-Вюртемберг.
През 1250 г. наследството на фамилията фон Гунделфинген се поделя и през 1293 г. замъкът им е продаден на Хабсбургите.

## Фамилия
Свигер 'Стари' фон Гунделфинген се жени за Ита фон Ентринген (* 1206, Ентринген; † 17 март 1273, Гунделфинген), сестра на Еберхард фон Ентринген, каноник в Страсбург, Конрад и Ото фон Ентринген. Те имат 15 деца, от които трима сина и някои дъщери стават духовници:
- дъщеря фон Гунделфинген, омъжена за Конрад фон Маркдорф
- Улрих фон Гунделфинген, женен за фон Отерсванг?
- дъщеря фон Гунделфинген, омъжена за Егилолф фон Щойслинген
- Гута фон Гунделфинген
- Свигер фон Гунделфинген Стари († сл. 1291), женен за Агнес I фон Лехсгемюнд, дъщеря на граф Хайнрих IV фон Лехсгемюнд-Грайзбах († сл. 1237) и Гертруд фон Абсберг
- Свигер фон Гунделфинген „Дългия“ († сл. 1307), женен за Мехтилд фон Лупфен († 5 януари)
- Манголд фон Гунделфинген
- Фридрих фон Гунделфинген
- Бертолд фон Гунделфинген († сл. 1307), унтерландфогт във Вимпфен, женен I. за фон Щофелн, II. за фон Майсенбург?
- Конрад фон Гунделфинген, наричан фон Гранхайм, женен за Гута фон Хоентане
- Хайнрих фон Гунделфинген[3]
- дъщеря фон Гунделфинген, омъжена за Конрад фон Щофелн